# Bullfrog Productions
Bullfrog Productions, Ltd. fue una empresa de videojuegos con sede en Chertsey, Reino Unido fundada en 1987 por el diseñador Peter Molyneux y Les Edgar. Su primer juego fue Populous de 1989 donde el jugador tomaba el rol de un dios.
En la década de los 90 se convirtió en una empresa de videojuegos muy importante tras el éxito de productos como Theme Park, Theme Hospital (el décimo juego de PC más vendido del mundo) o Syndicate. En 1995 fue adquirida por Electronic Arts ocupando Peter Molyneux una vicepresidencia de EA.
Dos años después y tras el desarrollo de Theme Hospital, Peter Molyneux decide dejar Bullfrog por diferencias con EA ya que según él, estos no le dejaban la libertad necesaria para crear sus videojuegos. En 1999 Molyneux funda Lionhead Studios junto a un grupo de exempleados de Bullfrog.
Tras la marcha de su fundador en 1997 el estudio desarrolla varios títulos de calidad como Theme Park World o Populous: The Beginning. Tras estos dos juegos Bullfrog jamás consiguió recuperarse al desarrollar juegos de dudosa calidad como Theme Park Inc  o de cancelaciones como la del esperado Dungeon Keeper 3. 
En 2003 Electronic Arts decide cerrar los estudios Westwood Studios, Origin Systems y la propia Bullfrog quedando solo Maxis como sobreviviente de este cambio de política de EA sobre sus marcas. En el caso de Bullfrog, Electronic Arts aprovechó la plantilla de empleados para integrarla en EA UK (siguiendo en las oficinas de Chertsey).
Electronic Arts cerró en noviembre de 2007 el estudio EA UK, despidiendo a cerca de 350 empleados debido al creciente nivel de pérdidas en el último año fiscal.

## Lista de videojuegos desarrollados por Bullfrog
- Syndicate
- Syndicate Wars
- Theme Aquarium
- Dungeon Keeper
- Dungeon Keeper 2
- Dungeon Keeper 3 (Cancelado)
- Flood
- Hi-Octane
- Magic Carpet
- Magic Carpet 2
- Populous
- Populous II: Trials of the Olympian Gods
- Populous: The Beginning
- Powermonger
- Syndicate series
- Theme Hospital
- Theme Park
- Theme Park World
- Theme Park Inc
- Theme Park Rollercoaster
- Quake III (Conversión PC a PS2)

- Datos: Q611487